# Geoffrey Palmer (político)
Geoffrey Winston Russell Palmer (Nelson, 21 de abril de 1942) es un abogado, académico legal y expolítico neozelandés del Partido Laborista.
Fue miembro del Parlamento de Nueva Zelanda de 1979 a 1990. Como ministro de Justicia de 1984 a 1989, Palmer fue responsable de reformas considerables del marco legal y constitucional del país, como la creación de la Ley de Constitución de 1986, la Declaración de Derechos de Nueva Zelanda, la Ley de Aplicación de Leyes Imperiales y la Ley del Sector Estatal. Paralelamente fungió como vice primer ministro, todo ello bajo la administración de David Lange.  Se desempeñó como el 33.º primer ministro de Nueva Zelanda tras la renuncia de Lange por poco más de un año, desde agosto de 1989 hasta septiembre de 1990, liderando el Cuarto Gobierno Laborista.
Se desempeñó como presidente de la Comisión de Derecho de Nueva Zelanda, de 2005 a 2010.